# Marcel Römer

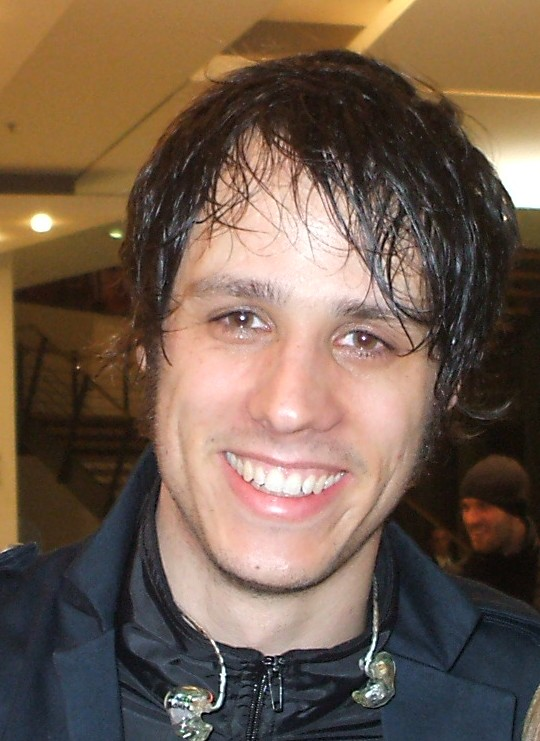
Marcel Römer (2007)

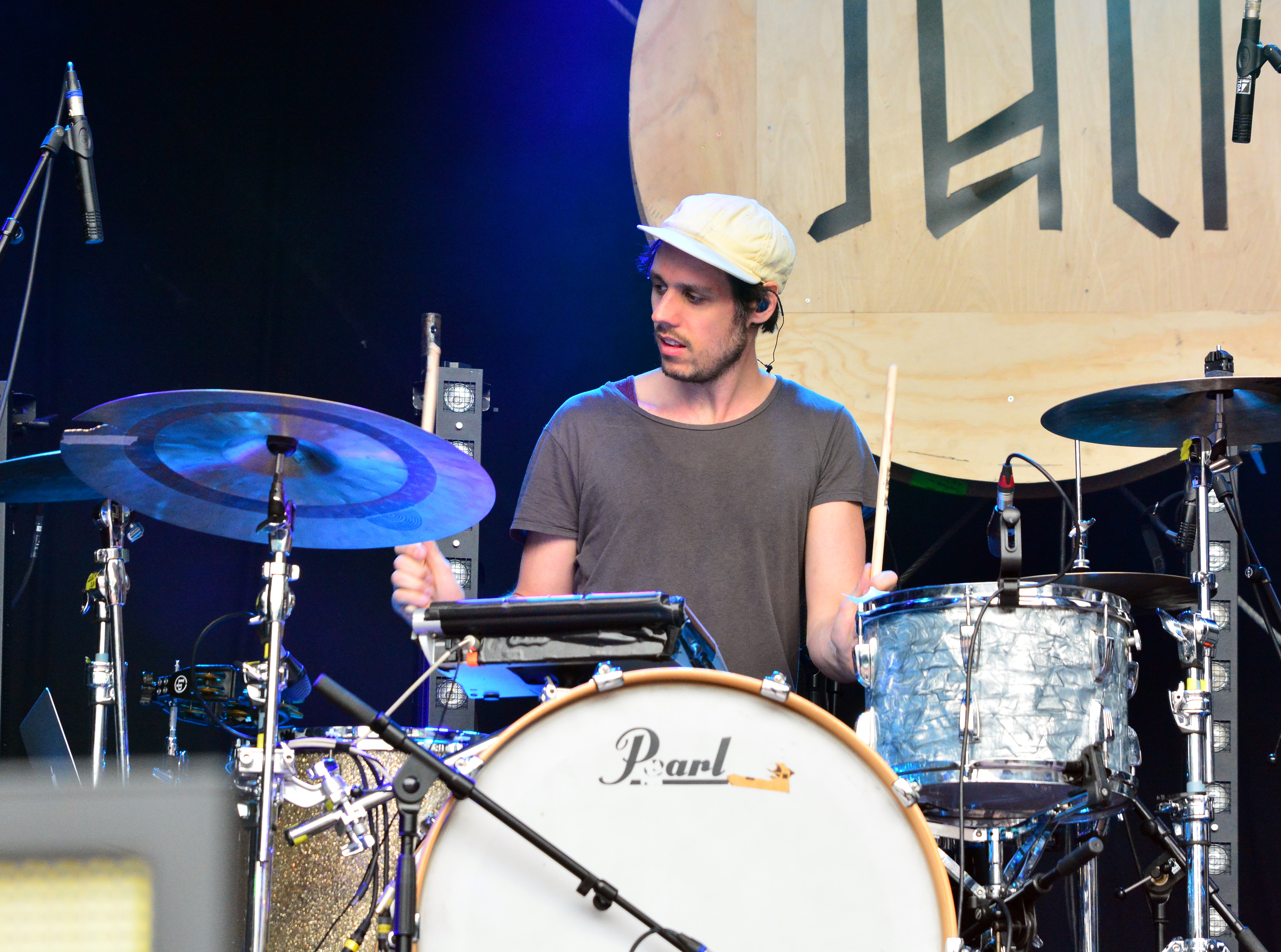
Marcel Römer (2015) bei einem Auftritt mit Juli

Marcel Römer (* 26. Februar 1982 in Gießen) ist ein deutscher Schlagzeuger, der vor allem als Mitglied der Band Juli bekannt wurde. Für eine kurze Zeit war er auch Mitglied von Re!nvented. Daneben arbeitet er auch für andere Künstler als Studio- und Livemusiker.

## Karriere mit Juli
Marcel Römer wurde im Jahr 2000 Mitglied der damals noch englischsprachigen Band Sunnyglade. Nach eigener Aussage stieß er an seinem 18. Geburtstag, dem 26. Februar 2000, zur Band. Seit seinem Einstieg blieb die Band, die sich ab 2001 für einen Neuanfang als Juli mit deutschsprachigen Texten entschied und 2003 von Universal Music unter Vertrag genommen wurde, in unveränderter Besetzung bestehen. An allen fünf seither erschienenen Studioalben und den zugehörigen Tourneen war Römer als Schlagzeuger beteiligt. Bei drei Liedern der Band (Maschinen auf In Love; Hallo Hallo auf Insel; Die besten Dinge auf Der Sommer ist vorbei) wird er auch als Mitautor genannt.

## Arbeiten für weitere Künstler
2003 wurde er auch Mitglied der Band Re!nvented, die jedoch seit 2004 inaktiv ist. Daneben spielte er auch von Anfang an für weitere Künstler Schlagzeugparts im Studio ein, so etwa schon 2003 für einen Titel des Albums This Very Moment des Musikprojekts Hacienda (auf einem anderen Track desselben Albums übernahm seine Juli-Bandkollegin Eva Briegel einen Gesangspart). In späteren Jahren arbeitete er unter anderem für Künstler wie Anna F., Andreas Bourani und Bonaparte. Insbesondere ist jedoch das Popduo Boy zu nennen, das er sowohl im Studio als auch auf der Bühne als Schlagzeuger unterstützt.
2009 vertrat er bei einigen Festivalauftritten – darunter Rock am Ring und Rock im Park – den MIA.-Schlagzeuger Gunnar Spies. 2012 spielte er an Spies’ Stelle im Musikvideo zur MIA.-Single Fallschirm mit.

## Diskografie als Gastmusiker (Auswahl)
- 2003:
  - Hacienda: Movement (Album: This Very Moment)

- 2006:
  - Winson: Frag die richtigen Leute (Album)

- 2010:
  - Neuser: Chamäleon (Album)[5]

- 2011:
  - Boy: Little Numbers (Album Mutual Friends) – auch Abmischung weiterer Titel
  - Samba: Die Ekstase der Möwen (Album)[6]

- 2014:
  - Anna F.: King in the Mirror (Album)
  - Andreas Bourani: Nimm meine Hand (Album Hey)

- 2015:
  - Bonaparte: Whistleblower (Soundtrack Becks letzter Sommer)

- 2016:
  - Drangsal: Harieschaim (Album)
  - Roosevelt: Night Moves (Album Roosevelt)

- 2017:
  - Casper: Alles ist erleuchtet und Keine Angst (Album Lang lebe der Tod)

- 2018:
  - Badesalz: Save The Gualamappa-Beetle! (Album Mailbox Terror)
  - Bosse: Pjöngjang (Album Alles ist jetzt)
  - Drangsal: Zores (Album)
  - Max Giesinger: Legenden (Album Die Reise)

- 2019:
  - Stefanie Heinzmann: All We Need Is Love (Album)

- 2020:
  - Mighty Oaks: I Need You Now (Album All Things Go)
  - Charlotte Brandi: An das Angstland (EP)

- 2021:
  - Drangsal: Exit Strategy (Album)

- 2022:
  - Betterov: Olympia (Album)
  - Casper: Billie Jo (Album Alles war schön und nichts tat weh)
  - Tristan Brusch: Am Rest (Album)
  - Lotte: Angst (Irgendwann wird es besser) (Album Woran hältst du dich fest, wenn alles zerbricht?)

- 2023:
  - Tristan Brusch: Am Wahn (Album)
  - Alli Neumann: Jede Nacht zum Mond (Album Primetime)